# Tori (artes marciais)
Tori (取り) é um termo usado nas artes marciais japonesas para designar o executor  de uma técnica exercida em parceria. O termo "tori" advém do verbo "toru" (取る), que significa "tomar", "pegar" ou "escolher".

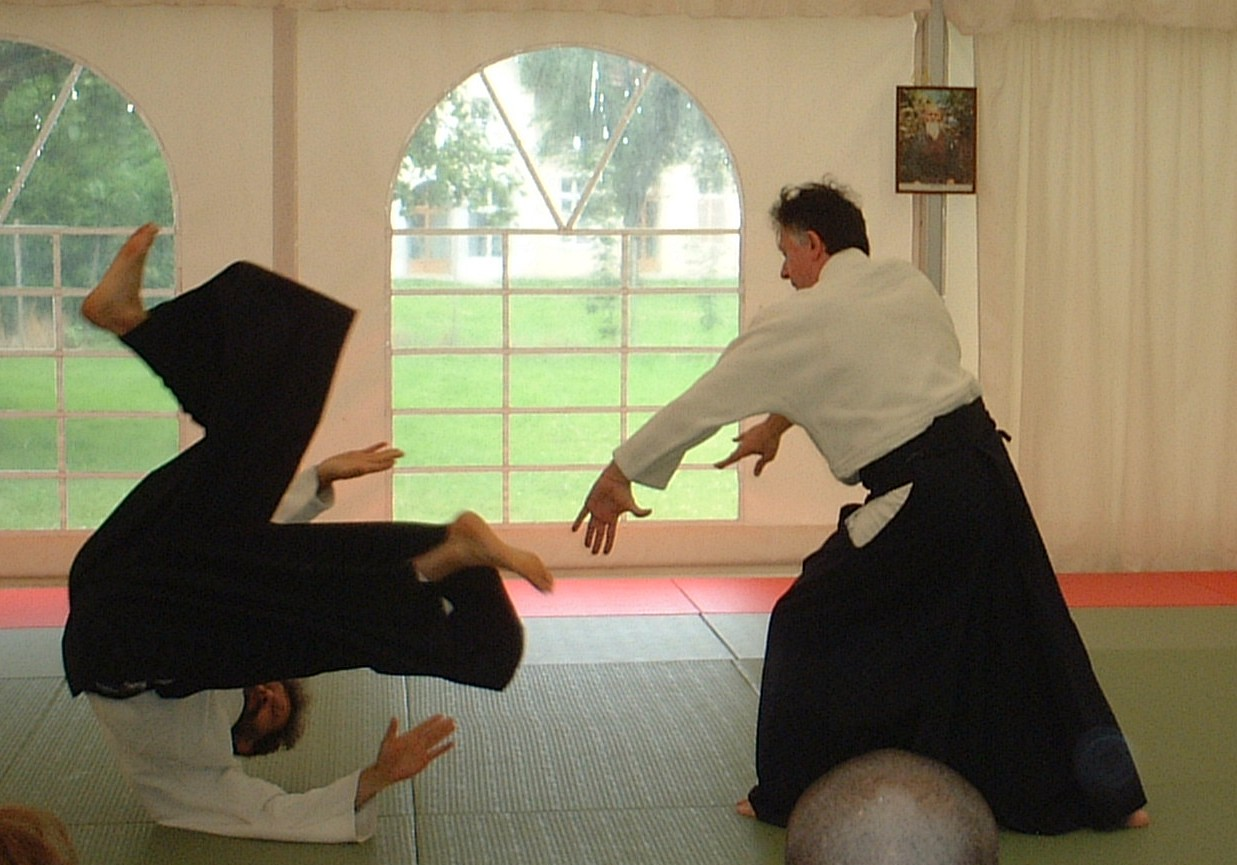
O tori, à direita, executa um ataque contra o uke, na esquerda.

No judo, aikido e outras artes marciais, tori refere-se ao indivíduo que completa a técnica contra o parceiro de treino, chamado de uke. Independentemente da situação, tori é sempre aquele que completa o emprego da técnica com sucesso. Os termos tori e uke não são sinónimos de atacante e defensor, porque o papel é determinado pelo sucesso no emprego da técnica e não por quem começou.
No aikido e artes marciais relacionadas, o tori executa uma técnica de defesa contra um ataque iniciado pelo uke. Entretanto, no aikido, existem termos alternativos que descrevem o papel do tori, dependendo do estilo ou situação particular como "atirador" (投げ, nage) e "performance com a mão" (仕手, shtay).